# 43844 Rowling
43844 Rowling è un asteroide della fascia principale. Scoperto nel 1993, presenta un'orbita caratterizzata da un semiasse maggiore pari a 2,7655563 UA e da un'eccentricità di 0,1715289, inclinata di 5,86293° rispetto all'eclittica.
L'asteroide è dedicato alla scrittrice britannica J. K. Rowling, autrice della saga di Harry Potter.